# 서울대현초등학교
서울대현초등학교는 대한민국 서울특별시 강남구에 있는 공립 초등학교이다.

## 학교 연혁
- 1984년 12월 5일 : 서울대현국민학교 설립
- 1984년 12월 21일 : 이경화 초대교장 취임
- 1985년 5월 8일 : 개교식
- 2006년 9월 1일 : 에듀케어 설치 운영(1학급)
- 2007년 1월 15일 : 전자도서관 정비, 슬라이딩캐비넷 설치
- 2008년 6월 12일 : 과학실 리모델링 완공
- 2014년 9월 1일 : 제10대 강명제 교장 취임
- 2019년 9월 1일 : 제12대 한준서 교장 취임
- 교장 취임
- 2021년 2월 10일 : 제 35회 졸업식 (총 230명)
- 2021년 3월 2일 : 신입생 입학식 (총 78명)
- 2024년 12월 5일 : 개교 40주년

## 참고 자료
- 서울대현초등학교 - 한국교육학술정보원 학교알리미